# Eueides riffarthi
Eueides riffarthi är en fjärilsart som beskrevs av Hans Ferdinand Emil Julius Stichel 1903. Eueides riffarthi ingår i släktet Eueides och familjen praktfjärilar. Inga underarter finns listade i Catalogue of Life.